# Athens, Illinois
Athens [ˈeɪθənz] är en ort i Menard County i Illinois. Vid 2010 års folkräkning hade Athens 1 988 invånare.